# Stazione di Intragna
La stazione di Intragna delle Ferrovie Autolinee Regionali Ticinesi (FART) è una stazione ferroviaria della ferrovia Locarno-Domodossola ("Centovallina").

## Strutture e impianti
La stazione dispone di un binario di raddoppio e di un binario tronco.

## Movimento
La stazione è servita dai treni regionali (linea Locarno-Intragna/Camedo e viceversa) e diretti (linea Locarno-Domodossola e viceversa) delle FART.

## Servizi
Le banchine sono collegate da attraversamenti a raso.
- Biglietteria a sportello
- Biglietteria automatica della Comunità tariffale Ticino e Moesano
- Sala d'attesa
- Servizio bagagli (spedizione)
- Servizi igienici

## Interscambi

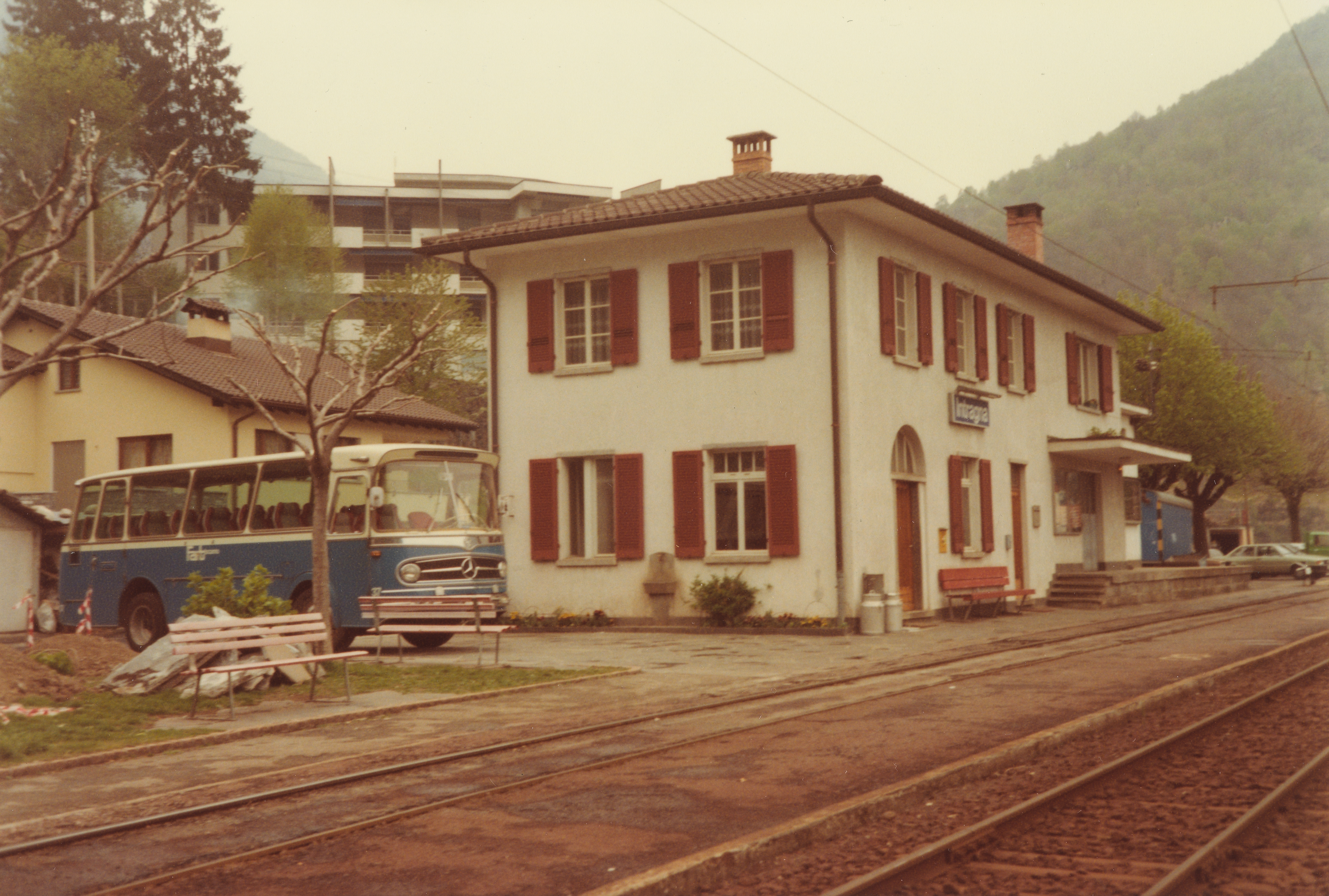
Nel 1982

- Fermata autobus (linea 62.324, fermata Intragna, Ponte)
- Fermata funivia (funivia Intragna—Costa)